# Vernonia pectiniformis
Vernonia pectiniformis là một loài thực vật có hoa trong họ Cúc. Loài này được DC. miêu tả khoa học đầu tiên năm 1834.